# Sergeant Major
Sergeant Major (deutsch „Oberstabsfeldwebel“) ist ein Senior Non-commissioned Officer (SNCO) oder Warrant Officer, abhängig von den betrachteten Streitkräften.

## Geschichte

### Entstehung
Im 16. Jahrhundert war der Sergeant Major ein Offizier im Generalsrang. Er kommandierte die Infanterie einer Armee und war dabei dritthöchster Dienstgrad in der Hierarchie dieser Armee. Ebenso fungierte er als eine Art Stabschef für den Kommandeur der Armee.
Im 17. Jahrhundert tauchte der Sergeant Major als Rang in einzelnen Regimentern auf. Dieser war Stabsoffizier und Dritter in der Kommandokette des Regiments (nach dem Colonel und dem Lieutenant Colonel). Ähnlich dem Sergeant Major der Armee oblagen ihm alltägliche Planungs- und Organisationsaufgaben sowie die Überwachung der militärischen Ausbildung der Truppe.
Zur Unterscheidung wurde der auf Armee-Ebene Diensttuende Sergeant Major als Sergeant Major General tituliert. Später wurde die Titulatur Sergeant aus beiden Rängen entfernt. Dies sind die Wurzeln der heutigen Offizierdienstgrade Major und Major General.
Der Titel Sergeant Major verschwand danach für einige Zeit, bevor er im späten 18. Jahrhundert als Dienstgrad/Dienststellung des ranghöchsten Unteroffiziers eines Infanterie-Bataillons oder eines Kavallerie-Regiments wieder in Gebrauch kam. Dieser Senior Non-commissioned Officer (SNCO) war gleich seinen historischen Vorgängern mit Verwaltungs- und Ausbildungsfragen betraut, er fungierte außerdem als Vorgesetzter aller Korporale und Sergeanten.

### Entwicklung in den USA

Army
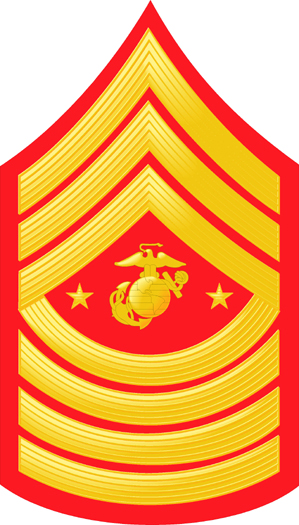
Marine Corps

In der Zeitperiode des Amerikanischen Unabhängigkeitskrieges begann die Nutzung des Ranges Sergeant Major in den USA und Großbritannien voneinander abzuweichen.
Die erste Nutzung des Sergeant Major in den USA war 1776, als ein Sergeant Major jedem Hauptquartier eines Infanteriebataillons der Continental Army zugewiesen wurde. Mit der Standardisierung der Soldstufen der Unteroffiziere der US Army verschwand der Sergeant Major als Rang und Soldstufe.
Jedoch überlebte er in Form des Dienstposten des Senior NCO eines Bataillons und wurde 1958 wieder als Rang eingeführt. Der Posten des Sergeant Major of the Army (SMA) wurde 1966 eingeführt. Der Posten Command Sergeant Major (CSM) bekam 1968 ein separates Abzeichen.
Das US Marine Corps hatte seinen ersten Sergeant Major im Jahre 1801. Ursprünglich war dies ein einzigartiger Posten, jedoch gab es 1899 fünf von ihnen. Der Rang wurde 1946 abgeschafft und 8 Jahre später 1954 wieder als Rang eingeführt. Der Posten des Sergeant Major of the Marine Corps (SgtMajMC) wurde 1957 geschaffen.

### Entwicklung in Großbritannien
Die Briten formalisierten die Bezeichnung um 1800, als der Sergeant Major zum Bataillons- oder Regimentsstab hinzugefügt wurde. Als V-förmige Ärmelstreifen (Chevron) als Rangabzeichen eingeführt wurden, trug er zunächst vier von ihnen und später vier unter einer Krone.
1813 führten Kavallerieregimenter den Troop Sergeant Major (TSM) ein, um den Quartiermeister als Senior NCO der Truppe abzulösen. Dies erforderte eine Neubenennung des vorhandenen Posten zum Regimental Sergeant Major (RSM). Als sich später die Kompanie (Squadron) als prinzipielle Unterteilung des Regiments durchsetzte, wurde der Squadron Sergeant Major (SSM) eingeführt. Bis zum Vorabend des Zweiten Weltkrieges hielt die Infanterie jedoch am alten Konzept, ein Sergeant Major pro Bataillon, fest. Erst die Einführung des Company Sergeant Major zwang sie dazu, den Rang RSM zu übernehmen.
Im späten 19. Jahrhundert gab es in der Kavallerie und der Infanterie eine große Anzahl von Regimental Sergeant Major-Posten, die durch bevollmächtigte Unteroffiziere ausgefüllt wurden (Warrant Officers (WO) von warrant = Bevollmächtigung). Diese Praxis wurde 1915 ausgeweitet und mit der Einführung der neuen Ränge Warrant Officer Class I (WO I) und Warrant Officer Class II (WO II) vereinheitlicht.
Der höhere Posten des Regimental Sergeant Major wurde nun von einem WO I und der Posten des Company / Squadron Sergeant Major von einem WO II ausgefüllt.

## Gegenwart

### Großbritannien

Marine Corps
SgtMajMC
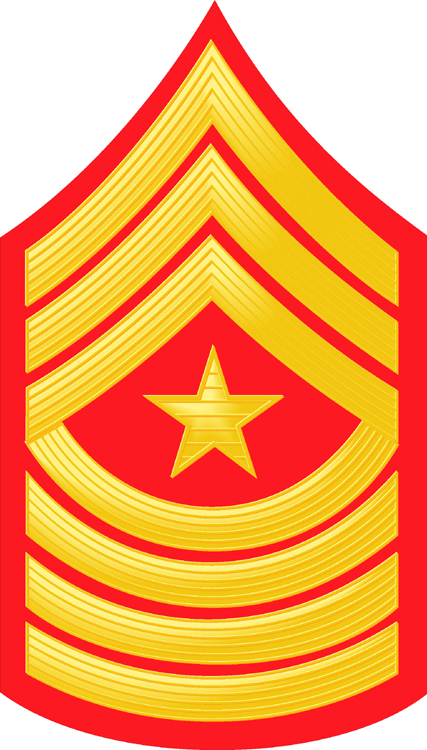
SgtMaj
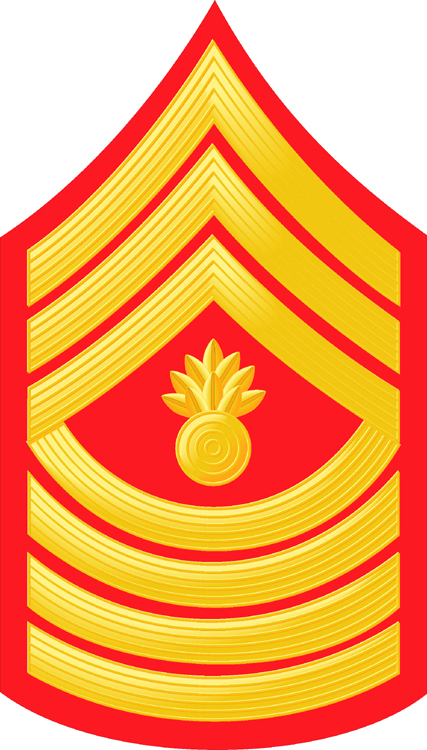
MGySgt

Sergeant Major ist in der British Army und bei den Royal Marines kein Rang mehr, er kann aber dennoch als Titel für Verwendungen gebraucht werden, die heute von Warrant Officers wahrgenommen werden.
Es existieren folgende relevante Dienstposten:
- Regimental Sergeant Major (RSM) (WOI): Dies ist der Senior NCO (dienstgradhöchster Unteroffizier) eines Bataillons oder Regiments. Dieser Posten ist vergleichbar mit dem Command Sergeant Major (CSM) der US Army.
- Company Sergeant Major (CSM) (WOII): Dies ist der Senior NCO einer Kompanie, vergleichbar mit dem First Sergeant der US Army oder dem Kompaniefeldwebel der Bundeswehr. (Vergleichbare Bezeichnungen in den Britischen Streitkräften sind z. B.: Battery Sergeant Major (BSM) (Artillerie) oder Squadron Sergeant Major (SSM)).

Army
SMA
CSM
SGM

- Marine Corps
- SgtMajMC
- SgtMaj
- MGySgt

### USA
In der US Army kann der Sergeant Major einerseits ein Dienstgrad sein und andererseits eine Dienststellung. Der Dienstgrad ist der höchste Unteroffizierrang, direkt über dem First Sergeant, und wird mit der Soldstufe E-9 entlohnt.
Die Dienststellung Sergeant Major bezeichnet den jeweils ranghöchsten Unteroffizier. Für die gesamte Army ist dies der Sergeant Major of the Army (SMA). Im Verband ist es der Command Sergeant Major (CSM). Dieser berät den Kommandierenden Offizier, hat Funktionen im Zeremoniell und fungiert als Vorgesetzter und Fürsprecher der Unteroffiziere des Verbandes.
Der Posten des Command Sergeant Major (CSM) existiert ab der Ebene Bataillon und in Stäben.
Soldaten, die auf diesen Posten eingesetzt werden, sollten auch den Dienstgrad Sergeant Major haben. Aufgrund von Personalengpässen kann es aber auch dazu kommen, dass ein erfahrener Master Sergeant (MSG) eingesetzt wird.
Auch das US Marine Corps kennt den Rang Sergeant Major (SgtMaj). Er ist dem Master Gunnery Sergeant (MGySgt) gleichgestellt, wobei letzterer ein Spezialist ist und der Sergeant Major in erster Linie Führer seiner untergebenen Soldaten und direkter Untergebener des Kommandeurs seiner Einheit ist.
Der ranghöchste Unteroffizier bei den Marines, der direkt dem Kommandant untersteht, ist der Sergeant Major of the Marine Corps.
Der entsprechende Dienstgrad bzw. die entsprechende Dienststellung in der US Navy ist der Master Chief Petty Officer.

## Frankreich
Der Dienstgrad sergent-major wurde 1776 in der französischen Infanterie eingeführt; in der Kavallerie entsprach ihm der gleichzeitig geschaffene maréchal des logis-chef. Mit den Aufgaben eines Kompaniefeldwebels betraut, waren sie die ranghöchsten Unteroffiziere der Kompanie (dienstgradhöher waren seit 1776 die adjudant sous-officiers bei den Regimentsstäben).
Die Bezeichnung sergent-major entfiel 1972, maréchal des logis-chef ist weiterhin in den ehemals berittenen Truppenteilen der französischen Armee sowie in der Gendarmerie nationale gebräuchlich.